# Anisoneura
Anisoneura é um gênero de traça pertencente à família Arctiidae.